# Казачков, Алексей Леонтьевич
Алексе́й Лео́нтьевич Казачко́в (20 февраля 1909, с. Винновка Сызранского уезда Симбирской губернии — 22 января 1985) — участник Великой Отечественной войны, артиллерист, младший сержант, Герой Советского Союза.

## Биография
До войны работал механиком на баркасе, кузнецом. Участвовал в Советско-финской войне. Работал на алебастровом заводе, после начала Великой Отечественной войны добровольцем ушёл на фронт.
В Великую Отечественную войну на фронте — с июля 1941 года. Командир орудия 496-го истребительно-противотанкового артиллерийского полка 6-й гвардейской армии, 1-го Прибалтийского фронта. Член КПСС с 1945 года.
В июле 1944 года при форсировании Западной Двины Алексей Казачков первым вызвался переправляться вместе с орудием и расчётом: «Я родом с Волги, повадки реки знаю, да и плоты вязать не разучился».
Под миномётным и пулемётным огнём противника Казачков переправляет орудие и четыре ящика снарядов. Сразу после высадки орудие, вместе с небольшим пехотным прикрытием, вступило в бой, прямой наводкой уничтожив два пулемёта, два миномёта и автомобиль с солдатами противника. Расчёт прикрывал огнём пехоту до переправы подкреплений.

Куйбышевская область, Сосновосолонецкий район, село Винновка, Антонине, Александру и Любочке Казачковым. Дорогие ребята! Вашему папе за проявленное им мужество и геройство в боях с врагами нашей Родины, немецко-фашистскими захватчиками, присвоено звание Героя Советского Союза. Мы горячо поздравляем и вас, ребята, с высшей наградой, которую получил ваш папа, и желаем вам счастья и здоровья. Дорогие дети! Гордитесь вашим папой, любите свою Родину, свой народ. Будьте достойными детьми вашего папы, Героя Советского Союза. Пишите чаще письма папе. Пишите нам. С горячим приветом, командир части Героя Советского Союза майор Макарычев, заместитель командира части гвардии подполковник Мещеряков. 25 июля 1944 г.

Во время войны умерла жена Алексея. Демобилизовавшись после войны, Алексей Леонтьевич женился вторично, найдя мать своим трём детям, а детям Марии Филипповны — Ивану и Татьяне, заменил отца, погибшего на фронте. Работал в термическом цехе подшипникового завода машинистом холодильной установки до выхода на пенсию.

## Награды
- Медаль «Золотая Звезда» Героя Советского Союза (22 июля 1944 года);
- орден Ленина;
- медали.

## Память
Именем Героя названы улицы в родном селе и городе Тольятти, школа в селе Осиновка.